# Cnaeus Domitius Calvinus Maximus
Cnaeus Domitius Calvinus Maximus (i. e. 4. század – i. e. 3. század) római politikus, az előkelő, plebeius származású Domitia gens Calvinus-ágához tartozott. A hasonló nevű Cnaeus Domitius Calvinus, i. e. 332. consuljának fia volt.
I. e. 304-ben pályázott az aedilis curulisi címre, azonban származása ellenére Appius Claudius híres írnokát, Cnaeus Flaviust választották meg helyette. Csak öt évvel később, i. e. 299-ben nyerte el a rangot. I. e. 283-ban Publius Cornelius Dolabella Maximus társaként választották consullá. Hivatali évében meglehetősen keveset hallani Calvinusról, de minden bizonnyal igen tevékeny volt, hiszen számos törzs, nép és terület fogott össze a Római Köztársaság ellen – Tarentum városa, a lucanusok, a bruttiumiak, az etruszkok, gallok, umberek és szamniszok.
Amikor a szenon kelták megtámadták Arretiumot, a consulok valószínűleg máshol voltak elfoglalva, mivel csak egy praetort, Lucius Caecilius Dentert küldtek ellenük. Ő azonban a csatában odaveszett, és hadai is vereséget szenvedtek. Utódját, a túszcsere ügyében követként eljáró Manlius Curiust meggyilkolták, mire Dolabella elpusztította a szenon haderőt, és feldúlta a nép földjét, hogy colonia létesülhessen rajta. Erre a megrettenő boik összefogtak a maradék szenonokkal és az etruszkokkal, és megindultak dél felé. A Tiberisen átkelve azonban szembetalálkoztak a rómaiak hadseregével.
A római haderő súlyos vereséget mért a támadókra: az etruszkokat lemészárolták, a kelták közül is csak kevesen élték túl az ütközetet. Forrásaink megoszlanak abban, hogy melyik consulé az érdem, de nagy valószínűséggel mindketten kitüntették magukat a csatában. Calvinus ekkor kapta meg a Maximus agnoment (ragadványnév latinul), sőt további megtiszteltetésként i. e. 280-ban dictatorrá is választották. A tisztséget még abban az évben letette, és ekkor a plebejusok közül elsőként censorrá választották.
| Elődei: Caius Servilius Tucca és Lucius Caecilius Metellus Denter | Consul i. e. 283 collega: Publius Cornelius Dolabella Maximus | Utódai: Caius Fabricius Luscinus és Quintus Aemilius Papus |